# Adam A700 AdamJet
De Adam A700 AdamJet was een very light jet, een licht tweemotorig straalvliegtuig bedoeld als privéjet of zakenjet, gebouwd door Adam Aircraft Industries, gevestigd op Centennial Airport nabij Denver (Colorado). Er zijn twee prototypes gebouwd, waarvan de eerste vloog in 2003, maar er kwam geen serieproductie. Adam Aircraft ging failliet in 2008.
De grotendeels uit composietmateriaal bestaande A700 was afgeleid van de A500, en had hetzelfde opvallende design met twee staartbomen die door een hooggeplaatste stabilisator waren verbonden. Waar de tweemotorige A500 uitgerust was met een zuigermotor in de neus en een achteraan in de romp, had de A700 twee turbofans achteraan aan weerszijden van de romp. De cabine van de A700 was groter dan die van de A500 en bood plaats aan zeven personen, de piloot inbegrepen. De richtprijs bij de lancering van het project in 2002 was twee miljoen dollar per stuk.
De A700 werd reeds gelanceerd terwijl de A500 nog niet gecertificeerd was. Dat proces liep bovendien veel vertraging op en werd pas in 2005 afgerond. De voorziene motor, de FJ33 van Williams International, was ook nieuw en moest op zijn beurt nog gecertificeerd worden. Adam Aircraft raakte in financiële moeilijkheden en kon het nodige geld voor de verdere ontwikkeling uiteindelijk niet meer opbrengen, en ging in 2008 failliet. De A700 was toen nog niet gecertificeerd. Nadat eerst de firma AAI Acquisitions tevergeefs had getracht de productie van Adam Aircraft te herstarten, nam het nieuwe bedrijf Triton Aerospace de activa van Adam Aircraft in 2011 over. Triton Aerospace wilde een lichtere, herziene versie van de A500 verder ontwikkelen, maar de A700 werd stopgezet. Naast de twee vliegende prototypes zouden nog twee exemplaren van de A700 afgewerkt zijn.